# Margarita Lacoma
Margarita González Lacoma, conocida como Margarita Lacoma (Burgos, 26 de enero de 1896–Navalcarnero, Madrid, 9 de junio de 1976) fue una empresaria española, primero dedicada al mundo de la moda y después al inmobiliario, promotora de la Colonia de viviendas Lacoma de Madrid. 

## Biografía
De origen humilde, procedía de Valladolid y Santander. Falleció en 1976 en la finca de su propiedad llamada La Loma, en Navalcarnero.

### Diseño de modas
En 1925 creó una casa de modas, Casa Lacoma, cuya inauguración fue publicitada entre las noticias de prensa. Estaba dedicada a diseños de alta costura para “damas distinguidas”. Su sede estaba en Madrid, en el número siete de la Avenida Conde de Peñalver (después conocida como la Gran Vía), junto al bar Chicote. Se anunciaba en las revistas ilustradas de la época, con su particular tipografía, estilo y marca, y tenía su propio programa radiofónico ya en los años 30. Llegó a tener una plantilla de más de 400 costureras. 
La revista Estampa en 1928 y la revista Crónica en 1933 le dedicaron artículos con fotos del interior de la casa de modas, las trabajadoras, las modelos, y entrevistas a estas últimas. Organizaba desfiles de modas en sesiones con un "thé" en los hoteles de Madrid, como el Ritz o el Palace, previamente anunciados con publicidad ilustrada. En 1932, anunció la ampliación del negocio a otras nueve nuevas tiendas, "comprendiendo a las señoras que prefieren, por comodidad, adquirir los vestidos confeccionados”.

Su clientela no se limitaba a la sociedad madrileña, sino que exhibía sus colecciones de moda por toda España. Periódicamente visitaba ciudades donde presentaba las colecciones en hoteles los fines de semana, de nueve de la mañana a nueve de la noche. Se anunciaba en los periódicos locales, en formatos destacados y tipografía de gran tamaño, con anuncios como éste de 1928 de Tenerife: 
“La gran modista madrileña, tan conocida de las señoras y señoritas de la buena sociedad tinerfeña, llegará en breve a esta capital, presentando su variada exposición, última novedad, en el Hotel Camacho, durante los días del 29 del actual al 7 de abril. Visite usted la exposición de la Casa Lacoma- Más de cien modelos diferentes".
Tras la Guerra civil española, siguió realizando esta actividad al menos hasta entrados los años 40, desde la propia Casa Lacoma y como directora de Lacorzan Modas. Consta su presencia en el Hotel Italia de Valladolid, en el Hotel Regina de Santander, así como en Bilbao, Córdoba, y Sevilla.

### Actividad inmobiliaria
En 1929, se hizo construir su casa particular, un edificio de los llamados “hotel tipo francés”, en la ciudad jardín metropolitana de Madrid (en la confluencia entre las calles llamadas más tarde, en los años 80, Avenida del Cardenal Herrera Oria e Islas Aleutianas) por Mariano Cernuda, un constructor madrileño que realizó importantes edificios de la Gran Vía madrileña. Este edificio fue conocido después como el “hospital de los americanos”, cuando los soldados estadounidenses y sus familias se instalaron en Torrejón de Ardoz. Y, a partir de 1960, fue guardería de las misioneras de María Inmaculada y Santa Catalina de Siena.
En 1947, comenzó a comprar terrenos en la misma zona madrileña, y el 8 de agosto de 1949 creó la empresa Marcudos para actividades inmobiliarias con otra empresaria, Pilar Cudós Velasco (fallecida el 31 de enero de 2006). Sobre un terreno de más de 12.000 m2, en los márgenes de la llamada Carretera de la Playa (después Avenida del Cardenal Herrera Oria), calificado como terreno para colonias en el Plan General de Ordenación de Madrid de 1946, la empresa Marcudos comenzó a construir 300 viviendas, con su correspondiente proyecto de urbanización. La Colonia Lacoma fue una de las primeras colonias de edificios colectivos para obreros, en pequeños bloques de viviendas en 3, 4 o 5 plantas, al amparo de la Ley de Viviendas Bonificables de 1948. Eran viviendas para alquiler, que posteriormente se pusieron a la venta y fueron compradas por sus inquilinos. Crearon expectación, pues cuando aún estaban en construcción se solicitaron ya las primeras licencias de apertura de los locales.
 

En 1955, las mismas empresarias, con otras personas, crearon la empresa Inmobiliaria Cudosmar. Adquirieron terrenos al oeste de la Colonia Lacoma para construir dos mil viviendas bonificables, de acuerdo con las directrices de los Decretos-Ley de 1948 y 1953. Pero esta operación se realizó solo parcialmente, y del objetivo original tan solo se realizó la Colonia del Pino, (después llamada Colonia Telefónica, en la calle Ramón Gómez de la Serna) al oeste de la Colonia Lacoma. La promoción se interrumpió tras la construcción de 452 viviendas, que quedaron separadas entre sí de forma dispersa. El arquitecto Gaspar Blein, defensor de organizar la ciudad mediante la integración de unidades en una metrópoli, ha sido ligado a la actividad constructiva de Inmobiliaria Cudosmar.

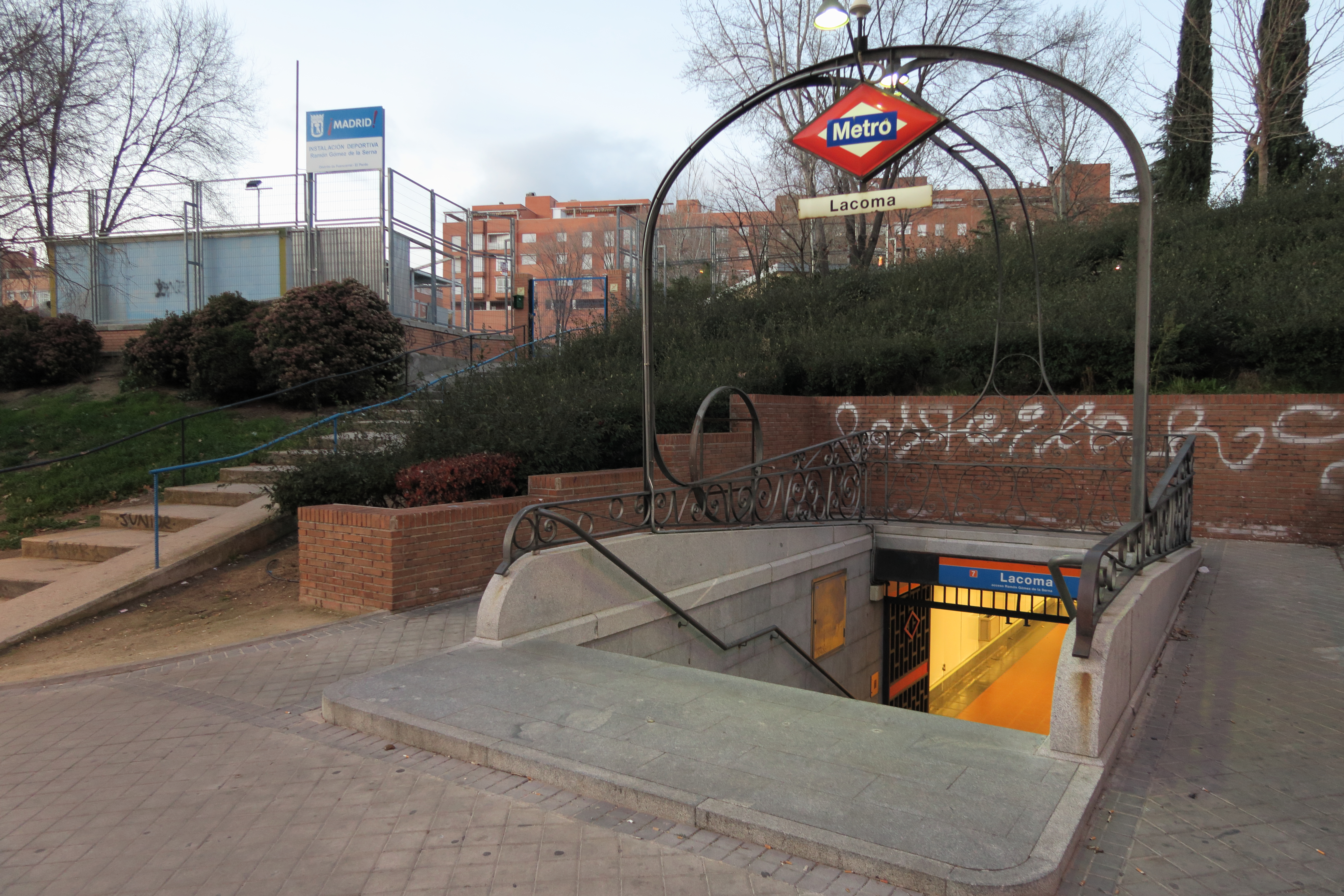
Estación de Metro de Lacoma

## Reconocimientos
El nombre de Lacoma y el de una de las empresas que ella formó, Marcudos, se encuentran presentes en varios lugares de Madrid:
- La “Colonia Lacoma”, o “Colonia de Lacoma” en el distrito de Fuencarral-El Pardo, entre las calles de Pico de la Pinareja y Cardenal Herrera Oria, lleva su nombre y también la calle Lacoma, en la misma colonia, desde el uno de enero de 1979.
- La estación de Metro de Madrid de la línea 7, llamada Lacoma,[19] en la calle Riscos de Polanco, barrio de Peñagrande, abierta en 1999.
- La calle Marcudos (desde marzo 1954) y el pasaje Marcudos (desde julio de1955) en el distrito de Usera de Madrid.